# Josefine Klougart
Josefine Klougart, född  21 april 1985 i Mols på Jylland, är en dansk författare och  poet. 
Hon är en av de mest uppmärksammade unga författarna i Danmark och har kallats "en nordisk Virginia Woolf" för sin speciella stil i skrivandet utan egentlig berättelse men med stämningsflöden, naturlyrik och inflikade associationer. Hon ser litteraturen som en tydliggörande grundforskning i vad det är att vara människa.

## Biografi
Klougart växte upp i Mols på östra Jylland som den mellersta av tre systrar. Hon studerade konst- och litteraturhistoria vid Århus universitet följt av Författarskolan i Köpenhamn 2008–2010. Hennes debutroman Stigninger og fald (2010) väckte uppmärksamhet som en skildring av en barndom, ett landskap och språket i en prosalyrik som har blivit hennes personliga stil. Den nominerades 2011 till Nordiska rådets litteraturpris. 2010 utkom även prosadiktverket Den vind man manglede. Den andra romanen, Hallarne (2011), om ett kärlekspars objektifierande, verklighetsbegränsande förhållningssätt till varandra, dramatiserades också i regi av Annika Silkeberg på Århus Teater 2012. Samma år utkom även prosadikten Bjergene er ligeglade. 
Den tredje romanen, En av oss sover (2012; på svenska 2014), blev hennes internationella genombrott och mer vida översatt, däribland till svenska. Även denna nominerades till Nordiska rådets litteraturpris 2013, året då också romanen Om mörker utgavs (2015 på svenska). Denna nominerades i Danmark till Læsernes Bogpris samt Danmarks Radios stora romanpris.
Hon var 2012–2014 en av redaktörerna för litteraturtidskriften Den Blå Port. Hon målar och sysslar med sång och saxofonspel som sidointressen och har samverkat med tonsättare som Christoffer Møller, Steffen Brandt, operasångaren Andrea Pellegrini och konsertpianisten Katrine Gislinge. Hon är bosatt i Köpenhamn.

## Priser och utmärkelser
2012 – Danska Kronprinsparets Stjernedryspris